# 1632 en musique classique
| \| • Retour à la chronologie générale de la musique classique • \| |
| Grèce • Rome • Haut Moyen Âge • VIIIe siècle • IXe siècle • Xe siècle • XIe siècle XIIe siècle • XIIIe siècle • XIVe siècle • XVe siècle • XVIe siècle • XVIIe siècle XVIIIe siècle • XIXe siècle • XXe siècle • XXIe siècle |
| • Retour à la chronologie générale de la musique classique • |

| Années en musique classique : 1629 - 1630 - 1631 - 1632 - 1633 - 1634 - 1635    |
| Décennies en musique classique : 1600 - 1610 - 1620 - 1630 - 1640 - 1650 - 1660 |

## Événements
- février : Il Sant'Alessio, opéra de Stefano Landi, créé à Rome.

## Naissances

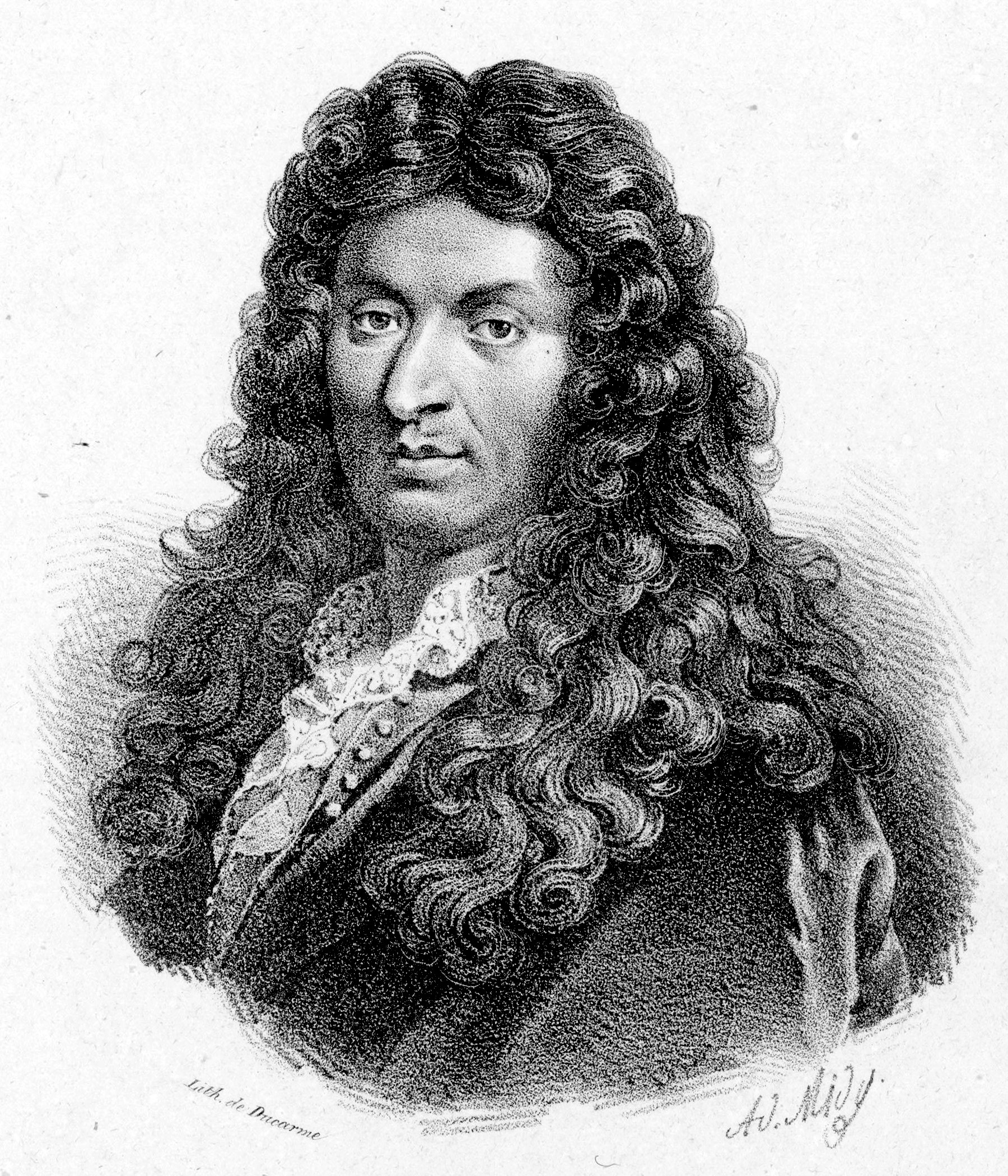
Jean-Baptiste Lully.

- 18 février : Giovanni Battista Vitali, compositeur et violoniste italien († 12 octobre 1692).
- 28 novembre : Jean-Baptiste Lully, compositeur franco-italien († 22 mars 1687).

Date indéterminée :
- Guillaume-Gabriel Nivers, organiste et compositeur français († 13 novembre 1714).
- Baptisé le 2 avril 1632 : Georg Caspar Wecker, compositeur et organiste allemand († 20 avril 1695).

## Décès
- 27 mai : Jean de Bournonville, organiste et compositeur français (° vers 1585).

Date indéterminée :
- Giovanni Paolo Maggini, luthier italien (° 1581).